# The Schulze-Schickert Session
The Schulze-Schickert Session è un album del duo composto dai musicisti tedeschi Klaus Schulze (tastiere, sintetizzatori e sequencer) e Günter Schickert (chitarrista).
L'album è stato pubblicato nel marzo del 2013, ben 38 anni dopo la registrazione delle tracce contenute nello stesso. Il lavoro è, infatti, frutto di una sessione di registrazione privata svoltasi presso la sala d'incisione casalinga di Schulze il 26 settembre del 1975.
L'album (disponibile nel formato CD e Lp) consta di tre tracce (solo la prima è presente nell'LP), la prima delle quali (che si intitola, come l'album, The Schulze-Schickert Session) è divisa in sei movimenti ed è l'unica traccia in cui - come spiega Klaus D. Mueller, produttore dell'album, nell'intervista pubblicata nel booklet allegato al CD - l'apporto strumentale di entrambi i musicisti è equamente distribuito mentre, negli altri due brani (presenti come bonus track solo nel formato CD), il ruolo della chitarra di Schickert risulta essere marginale.

## Tracce
1. The Schulze-Schickert Session - 45:16
  - a) Die Sehnsucht des Laien - 5:48
  - b) Hymns to the Night - 10:20
  - c) No-Frills - 6:22
  - d) Heart of Darkness - 6:10
  - e) Twilight Chill - 9:30
  - f) Blessed Twilight - 7:06
2. Spirits of the Dead - 8:17
3. Happy Country Life - 12:35

## Formazione
- Klaus Schulze - tastiere, sintetizzatori, sequencer
- Günter Schickert - chitarra a 12 corde, voce